# Протяжная песня
Протяжная песня (монг. уртын дуу) — один из ключевых жанров традиционной монгольской музыки.
Истоки происхождения протяжной песни находятся в первых протяжных мелодиях перешедших от охоты и собирательства (и от структурированных песен охотников) к скотоводству монголов, что было обусловлено переселением из области Большого Хингана на Монгольское плато. Развитие первых протяжных мелодий в протяжную песню обусловлено сложившимся в итоге этого переселения кочевым образом жизни народа. Есть предположения, что на не имеющих видимых границ просторах степи кочевые монголы использовали для определения расстояния различные звуковые решения, среди которых и протяжные песни.
Поэзия в протяжной песне варьирует в зависимости от случая исполнения; сюжет песни может быть философским, лирическим, религиозным и т. д.; зачастую в качестве связующей темы проходит образ лошади. Восточные монголы чаще всего аккомпанируют песне на моринхуре или лимбе; западные поют либо без аккомпанемента, либо подыгрывая на игиле. Для поэтики протяжной песни характерны лаконизм и куплетность, психологический параллелизм.
Разные учёные по разному подразделяют протяжные песни: по содержанию, по технике исполнения и по другим параметрам. Так, Ирина Владимировна Кульганек пишет, что существуют простые протяжные песни (монг. жирийн уртын дуу), айзамные (монг. айзмын уртын дуу) и средние (монг. бэсрэг уртын дуу). Различия между ними определяются как по структуре музыки, так и по структуре текста. Борис Яковлевич Владимирцов делит протяжные песни содержательно на три типа: лиро-эпические, духовные и любовные.
| Пример бурятской песни                                                         | Русский перевод                                                                                                 |
| ------------------------------------------------------------------------------ | --- |
| Үндэр уулын оройдо Уюун шулуун эрдэни Ундан сүүгээ хүхүүлhэн Урин эжым эрдэни. | На вершине горы высокой Драгоценный камень-бирюза. Молоком своим меня вскормившая Ласковая матушка драгоценная. |

В 2005 году ЮНЕСКО отнесло монгольскую протяжную песню к категории «Шедевров устного и нематериального наследия человечества».
Помимо протяжной песни, что характерно и для некоторых других тюркских и монгольских народов, важной частью музыкальной культуры монголов является также короткая песня (монг. богино дуу).